# Leptotrichus dohrnii
Leptotrichus dohrnii is een pissebed uit de familie Porcellionidae. De wetenschappelijke naam van de soort is voor het eerst geldig gepubliceerd in 1952 door Verhoeff.